# 에이틴 어게인
《에이틴 어게인》(영어: 18 Again!)은 1988년에 개봉한 미국의 영화이다.

## 캐스팅
- 조지 번스 : 잭 왓슨 / 데이비드 왓슨 역
- 찰리 슈래터 : 데이비드 왓슨 / 잭 왓슨 역
- 토니 로버츠 : 아니 왓슨 역
- 폴리 쇼어  : 배럿 역
- 미리암 플린 : 베티 왓슨 역
- 레드 버튼스 : 찰리 역
- 아니타 모리스 : 매들린 역
- 제니퍼 러니온 : 로빈 모리슨 역
- 레드 버튼스 : 찰리 역
- 조지 디센조 : 코치 역
- 버나드 폭스 : 호튼 역
- 케네스 티거 : 스위벳 교수 역
- 안토니 스타크 : 러스 역

## 한국어 더빙 성우진(SBS, 1992년 1월 11일)
- 김정경 - 잭 왓슨(조지 번즈)
- 장세준 - 데이비드(찰리 슈래터)
- 김용식 - 아놀드(토니 로버츠)
- 전임복 - 매드린(아니타 모리스) / 로빈의 엄마(토니 소여)
- 임수아 - 베티(미리암 플린)
- 강희선 - 로빈(제니퍼 러니온)
- 김태훈 - 찰리(레드 버튼스)
- 이윤선 - 선생님(케네스 티거)
- 이규연 - 로빈의 아버지(얼 보엔)
- 이병식 - 호튼(버나드 폭스) / 미술 선생님(에모리 바스)
- 박영희 - 로빈의 동생(스테파니 볼드윈)
- 김영훈 - 바렛(폴리 쇼어)
- 성유진 - 종업원(낸시 폭스)
- 손원일 - 러스(안소니 스털크)